# Tohorot
De Seder Tohorot (Hebreeuws: טהרות) is de zesde en laatste van de Ordes (Sedariem) van de Misjna (en ook van de Tosefta en de Talmoed). De letterlijke Nederlandse vertaling is "Orde van de Reinheid". De seder gaat over de reinheidswetten en het onderscheid tussen rein en onrein.
De Seder Tohorot telt 12 traktaten (masechtot):
1. Keliem (כלים, Voorwerpen) - over de wijze waarop en voorwaarden waaronder allerlei voorwerpen cultisch onrein kunnen worden (Lev. 6:20v.; 11:32vv.; Num. 1914vv.; 31:20vv.).[2] 30 hoofdstukken.
2. Oholot (אוהלות, Tenten) - over de cultische onreinheid die ontstaat wanneer men met een dode onder één dak verkeert (Num. 19:14). 18 hoofdstukken.
3. Negaïem (נגעים, Plagen, Melaatsheid) - over de onreinheid ten gevolge van tsara'at (huidvraat), een ziekte die niet alleen mensen treft, maar ook kleding, huizen, etc. (Lev. 13 en 14). Dit traktaat beslaat 14 hoofdstukken.
4. Para (פרה, Koe) - over de as van de rode koe die gebruikt werd als reinigingsmiddel (Num. 19). 12 hoofdstukken.
5. Tohorot (טהרות, Reinheid) - over lichtere vormen van onreinheid en twijfelgevallen.[3] Telt 10 hoofdstukken.
6. Mikwaot (מקואות, Rituele baden) - over wetten omtrent mikwe (rituele baden) (Lev. 14:8; 15:15vv. e.a.). 10 hoofdstukken.
7. Nidda (נִדָּה, Toestand van afzondering) - over de periodieke onreinheid Nidda bij vrouwen (Lev. 15). Dit traktaat heeft 10 hoofdstukken.
8. Machsjierien (מכשירין, Wat tot onrein-worden geschikt maakt[2]) of Masjkim (Vloeistoffen) - over de vloeistoffen, die met droge voedingsmiddelen in aanraking moeten komen om deze voor onrein-worden ontvankelijk te maken (Lev. 11:34, 37v.).[4] 6 hoofdstukken.
9. Zaviem (זבים, Vloeienden) - over de wetten die van toepassing zijn bij de onreinheid bij een man (Lev. 15). Dit traktaat telt 5 hoofdstukken.
10. Tevoel Jom (טבול יום, Dagelijks bad) - over een persoon die reeds een ritueel bad heeft genomen maar nog tot zonsondergang onrein blijft (Lev. 15:5; 22:6v. e.a.). 4 hoofdstukken.
11. Jadajiem (ידיים, Handen) - over de onreinheid van de handen en het rein maken ervan. Heeft 4 hoofdstukken.
12. Oektsien (עוקצים, Stelen (d.i. stelen van vruchten)) - Bijzonderheden over het geheel of gedeeltelijk onrein-worden van spijzen en vruchten en de onreinheid van vruchtenstelen.[5] 3 hoofdstukken.

In de Babylonische Talmoed bestaat er alleen rabbijns commentaar (Gemara) op het traktaat Nidda. De Jeruzalemse Talmoed kent alleen rabbijns commentaar op de eerste vier hoofdstukken van Nidda.